# محمدرضا بهزادیان
محمدرضا بهزادیان (زاده ۱۳۳۶ در مشهد) فعال سیاسی و اقتصادی ایرانی است که به مدت چهار سال بر صندلی ریاست اتاق بازرگانی، صنایع، معادن و کشاورزی تهران تکیه زد.

## تولد و تحصیلات
محمدرضا بهزادیان فرزند ذبیح الله در سال ۱۳۳۶ خورشیدی در مشهد متولد شد. و تحصیلات ابتدایی را در همانجا به پایان رساند، سپس در دانشگاه صنعتی امیرکبیر به تحصیل در رشته ی فوق لیسانس صنایع نساجی پرداخت

## فعالیت اقتصادی و سیاسی و فرهنگی
او نقشی کلیدی در گروگانگیری سفارت آمریکا داشت. بهزادیان سپس قائم مقام و سپس مدیر شبکه دوم سیما شد. بهزادیان در دور اول ریاست جمهوری سید محمد خاتمی به معاونت اداری مالی وزارت کشور رسید ولی پس از یک سخنرانی جنجالی که در آن خواستار برکناری همهٔ افرادی که به خاتمی رای نداده بودند از وزارت کشور شده بود به دستور خاتمی از این سمت برکنار شد.
سوابق بهزادیان را می توان به دو بخش خدمات دولتی و بخش خصوصی تقسیم کرد.
خودش می گوید :« خدمات دولتی پس از انقلاب منقطع بوده ولی خدمات بخش خصوصی من همواره پیوسته  بوده است و قبل از انقلاب دانشجو بودم. خدمات دولتی من جدا از کارهای انتهای زمان دانشجویی و بعنوان مثال حضور در جهاد سازندگی حدود دو سال مدیر هماهنگی اخبار صداوسيما درسال‌های ۱۳۵۸ و تا ۵۹ بودم،  مدیر شبکه دو تا سال ۱۳۶۵ بودم. دو سال مشاور فرهنگی و اجتماعی وزیر کشور و چهار سال نماینده مردم خراسان در دوره سوم مجلس شورای اسلامی بودم. در بین سال‌های ۷۶ تا ۸۰ نیز معاون طرح و برنامه، مالی و اقتصادی وزیر کشور بودم . کارهای غیردولتی من نیز به تخصصم که مهندسی نساجی بود برمی گردد از جمله سال‌های عضو هيئت مديره گروه فرش مشهد بودم و البته هیچگاه ارتباطم را با بخش فرهنگی در جامعه قطع نکردم ، عضو هیئت مدیره شرکت های مختلف فرهنگی، مطبوعاتی و انتشاراتی بودم.»

## ریاست اتاق بازرگانی، صنایع، معادن و کشاورزی تهران
بهزادیان دومین رئیس اتاق بازرگانی تهران پس از انقلاب بود.بهزادیان که با گروه تحول‌خواهان در انتخابات پنجمین دوره اتاق‌های بازرگانی در اسفندماه ۸۱ ثبت نام کرده بود، توانست در هیات‌رئیسه اتاق تهران جای بگیرد و بر صندلی ریاست اتاق تهران تکیه زند. بهزادیان بلافاصله پس از ریاست در اتاق تهران با کمک هیئت رئیسه، اتاق تهران را از  اتاق ایران جدا کرد. با این کار منابع مالی در اختیار اتاق ایران که قسمت اعظمش از طریق امور جاری اتاق تهران تامین می‌شد، محدود شد. جدا شدن حساب‌های مالی و جریان فکری اتاق تهران و ایران باعث بروز اختلافات جدی بین این دو اتاق شد.با روی کار آمدن دولت محمود احمدی‌نژاد در سال ۱۳۸۴، بهزادیان از ریاست اتاق بازرگانی استیضاح شد و جای خود را به محمد نهاوندیان داد.

## مجلس شورای اسلامی
او نمایندگی قائنات را در سومین دورهٔ مجلس شورای اسلامی بر عهده داشت.. بهزادیان در سال ۱۳۶۷ و در حالی که تنها ۳۱ سال داشت توانست از حوزه انتخابیه قائنات به مجلس راه پیدا کند و یک دوره در جمع ۲۷۰ نماینده مردم حضور داشته باشد. 